# Kiss from a Rose

Kiss from a Rose est une chanson de Seal de son deuxième album homonyme. La chanson a d'abord été publiée comme un single en juillet 1994. Ressortie en 1995, elle a été incluse sur la bande originale du film Batman Forever, ce qui la propulsa à la tête des palmarès aux États-Unis et en Australie. En 1996, elle remporte 3 récompenses dont le Grammy Award de l'enregistrement de l'année, Grammy Award de la chanson de l'année et Grammy Award du meilleur chanteur pop.
Le single est un succès en se classant à la 1re place des meilleures ventes de singles dans de nombreux pays, tout en se vendant à 8 millions d'exemplaires dans le monde. 